# Man (Nicobar)
Pour les articles homonymes, voir Man.
Man, également appelée Laouk, est une île de l'archipel des Nicobar dans le Golfe du Bengale rattachée au groupe des îles du Centre.

## Géographie
Man mesure 1,5 km de longueur et environ 0,75 km de largeur maximales pour une superficie de 1,7 km2. Elle est distante de 4 kilomètres de Tillangchong et de 21 kilomètres au nord de l'île de Camorta.